# Grega Habič
Grega Habič, slovenski kitarist, * 1975, Jesenice.
Grega Habič se je javnosti prvič predstavil z izdajo plošče Rebirth leta 2012. Skozi leta je nanizal osem avtorskih albumov večinoma inštrumentalnega značaja, kjer je v ospredju kitara. Skladbe na teh izdelkih so žanrsko razgibane in se gibljejo od rocka, metala, jazza pa vse do rapa.
Vsa diskografija je avtorsko delo Grege Habiča, pri izvedbi pa so mu pomagali številni glasbeni gostje kot so: Jesse Adams, Glenn Snelwar, Miša Tričkovič, Jovan Jovanovič, Klemen Gasar, Klemen Markelj, Manfred Dikkers, Robert Humar, Blažka Udir, Nina Bauman, Gašper Gantar in drugi. Leta 2018 je bila plošča Songs of breathing freely uvrščena med najboljše slovenske albume po izboru slovenskih glasbenih kritikov.
V živo glasbo predstavlja s svojo skupino Grega Habič Band (GHB), s katero je med drugim nastopil tudi v ljubljanskih Križankah leta 2012, kot predskupina Nazareth in Wishbone Ash.

## Diskografija
Albumi
- Rebirth (2002)
- Catharsis (2008)
- Self destruct sequence (2009)
- Open heart surgery (2011)
- Kill the engine (2014)
- Songs of breathing freely (2018)
- Vrane (2020)
- Never back down (2022)